# Punishment for Decadence
Punishment for Decadence è il secondo album del gruppo thrash metal svizzero Coroner, pubblicato nel 1988 dalla Noise.

## Tracce
1. "Intro" – 0:13
2. "Absorbed " – 3:42
3. "Masked Jackal" – 4:48
4. "Arc-Lite" – 3:20
5. "Skeleton on Your Shoulder" – 5:34
6. "Sudden Fall" – 4:50
7. "Shadow of a Lost Dream" – 4:32
8. "The New Breed" – 4:53
9. "Voyage To Eternity" – 3:42
10. "Purple Haze (The Jimi Hendrix Experience cover)" – 3:21

## Formazione
- Ron Royce - voce e basso
- Tommy T. Baron - chitarra
- Marquis Marky - batteria